# 9. Sinfonie (Beethoven)

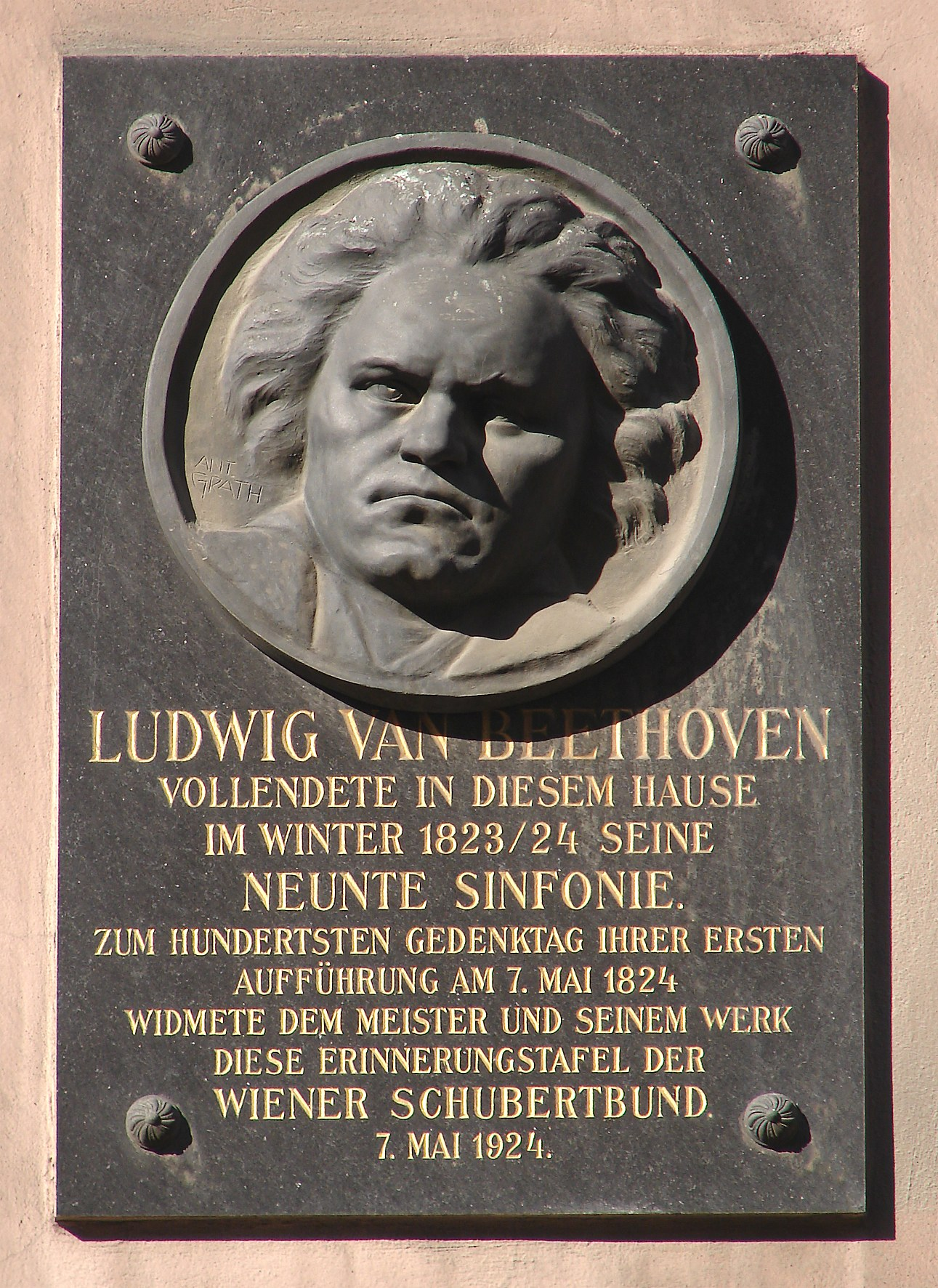
Tafel zu Ehren der Uraufführung am Haus Ungargasse 5 in Wien

Die 9. Sinfonie in d-Moll op. 125, uraufgeführt 1824, ist die letzte vollendete Sinfonie des Komponisten Ludwig van Beethoven. Im Schlusssatz werden zusätzlich zum Orchester auch Gesangssolisten sowie ein gemischter Chor eingesetzt. Als Text im Finale wählte Beethoven Teile des Gedichts An die Freude von Friedrich Schiller.
Als erste sogenannte Sinfoniekantate stellt das Werk eine Zäsur in der Musikgeschichte dar und beeinflusste nachfolgende Generationen von Komponisten. Mit seiner Aufführungsdauer von rund 70 Minuten sprengte das Werk deutlich die üblichen Dimensionen und bereitete so den Boden für die teils abendfüllenden Sinfonien der Romantik – wie jene von Bruckner oder Mahler. Heute ist Beethovens Neunte weltweit eine der populärsten Kompositionen der klassischen Musik.
1972 wurde das vokale Hauptthema des letzten Satzes (Freude schöner Götterfunken) vom Europarat zu seiner Hymne erklärt und 1985 von der Europäischen Gemeinschaft als offizielle Europahymne angenommen. In der Begründung heißt es, „sie versinnbildliche die Werte, die alle teilen, sowie die Einheit in der Vielfalt“. Das in der Staatsbibliothek zu Berlin befindliche Autograph wurde in das Weltdokumentenerbe der UNESCO aufgenommen.
Zum 200. Jahrestags ihrer Uraufführung wurde die Sinfonie in der von Beethoven vorgegebenen programmatischen Konstellation, mit dem historischen Instrumentarium und der räumlichen Aufstellung aufgeführt. Die Konzeption stammte aus einer Kooperation des Beethoven-Hauses mit dem Institut für Musikwissenschaft der Universität Wien.

## Satzbezeichnungen und Instrumentierung
Im Unterschied zur damals üblichen Satzfolge schnell – langsam – Menuett/Scherzo – schnell vertauscht Beethoven in der 9. Sinfonie erstmals den langsamen Satz mit dem Scherzo, was in der Folge von zahlreichen Komponisten der Romantik aufgenommen wurde. Der Orchesterapparat ist neben der Hinzunahme von Piccoloflöte, Kontrafagott (wie in der 5. Sinfonie) und Posaunen (wie in der 5. und 6. Sinfonie) und der Aufstockung auf vier Hörner im Schlusssatz zusätzlich durch weitere Schlaginstrumente (große Trommel, Becken und Triangel) sowie Gesangssolisten und einen gemischten Chor erweitert.

### Satzbezeichnungen
1. Satz: Allegro ma non troppo, un poco maestoso (d-Moll, 2/4-Takt)
2. Satz: Molto vivace (d-Moll, 3/4-Takt) – Presto (D-Dur, 2/2-Takt) – Molto vivace (d-Moll, 3/4-Takt) – Presto (D-Dur, 2/2-Takt)
3. Satz: Adagio molto e cantabile (B-Dur, 4/4-Takt) – Andante moderato (D-Dur, 3/4-Takt) – Tempo I (B-Dur, 4/4-Takt) – Andante moderato (G-Dur, 3/4-Takt) – Tempo I (Es-Dur, 4/4-Takt) – Stesso Tempo (B-Dur, 12/8-Takt)
4. Satz: Finale: Presto (d-Moll, 3/4-Takt) – Zitate der vorangehenden Sätze – Allegro assai (D-Dur, 4/4-Takt) – Presto (d-Moll, 3/4-Takt) – Recitativo – Allegro assai (D-Dur, 4/4-Takt) – Allegro assai vivace, alla marcia (B-Dur, 6/8-Takt) – Andante maestoso (G-Dur, 3/2-Takt) – Adagio ma non troppo ma divoto – Allegro energico e sempre ben marcato (D-Dur, 6/4-Takt) – Allegro ma non tanto (D-Dur, 2/2-Takt) – Presto – Maestoso (D-Dur, 3/4-Takt) – Prestissimo (D-Dur, 2/2-Takt)

Die Aufführungszeit beträgt zwischen 65 und 75 Minuten.

### Instrumentierung
Orchester:
- Blasinstrumente: Piccoloflöte (nur 4. Satz), 2 Flöten, 2 Oboen, 2 Klarinetten, 2 Fagotte, Kontrafagott (nur 4. Satz), 4 Hörner, 2 Trompeten, 3 Posaunen (nur 2. und 4. Satz)
- Schlagwerk: Pauken / Große Trommel, Becken, Triangel (nur 4. Satz)
- Streichinstrumente: 1. Violine, 2. Violine, Bratsche, Violoncello, Kontrabass

Chor: SATB mit den Stimmlagen Sopran, Alt, Tenor und Bass
Solisten: Sopran, Alt, Tenor, Bariton

## Text
O Freunde, nicht diese Töne!

Sondern laßt uns angenehmere

anstimmen und freudenvollere.

Freude! Freude!

Freude, schöner Götterfunken,

Tochter aus Elysium,

Wir betreten feuertrunken,

Himmlische, dein Heiligtum!

Deine Zauber binden wieder

Was die Mode streng geteilt;

Alle Menschen werden Brüder,

Wo dein sanfter Flügel weilt.

Wem der große Wurf gelungen,

Eines Freundes Freund zu sein;

Wer ein holdes Weib errungen,

Mische seinen Jubel ein!

Ja, wer auch nur eine Seele

Sein nennt auf dem Erdenrund!

Und wer’s nie gekonnt, der stehle

Weinend sich aus diesem Bund!

Freude trinken alle Wesen

An den Brüsten der Natur;

Alle Guten, alle Bösen

Folgen ihrer Rosenspur.

Küsse gab sie uns und Reben,

Einen Freund, geprüft im Tod;

Wollust ward dem Wurm gegeben,

Und der Cherub steht vor Gott.

Froh, wie seine Sonnen fliegen

Durch des Himmels prächt’gen Plan,

Laufet, Brüder, eure Bahn,

Freudig, wie ein Held zum Siegen.

Seid umschlungen, Millionen!

Diesen Kuß der ganzen Welt!

Brüder, überm Sternenzelt

muß ein lieber Vater wohnen.

Ihr stürzt nieder, Millionen?

Ahnest du den Schöpfer, Welt?

Such’ ihn überm Sternenzelt!

Über Sternen muß er wohnen.

Seid umschlungen, Millionen!

Diesen Kuß der ganzen Welt!

Brüder, überm Sternenzelt

muß ein lieber Vater wohnen.

Seid umschlungen, Millionen!

Diesen Kuß der ganzen Welt!

Freude, schöner Götterfunken

Tochter aus Elysium,

Freude, schöner Götterfunken, Götterfunken.

## Entstehungsgeschichte

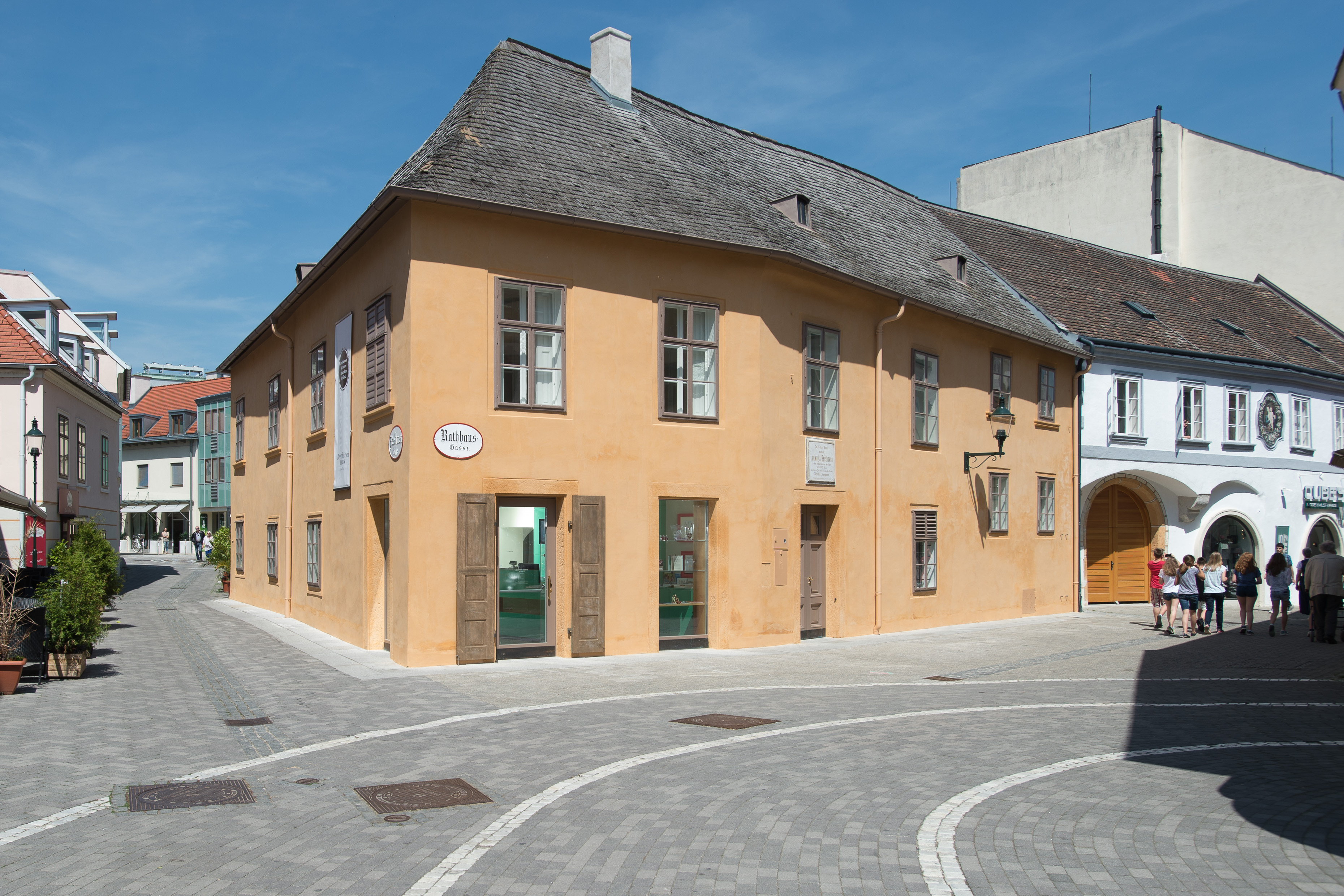
Im heutigen Beethovenhaus Baden entstanden wesentliche Teile der 9. Symphonie.

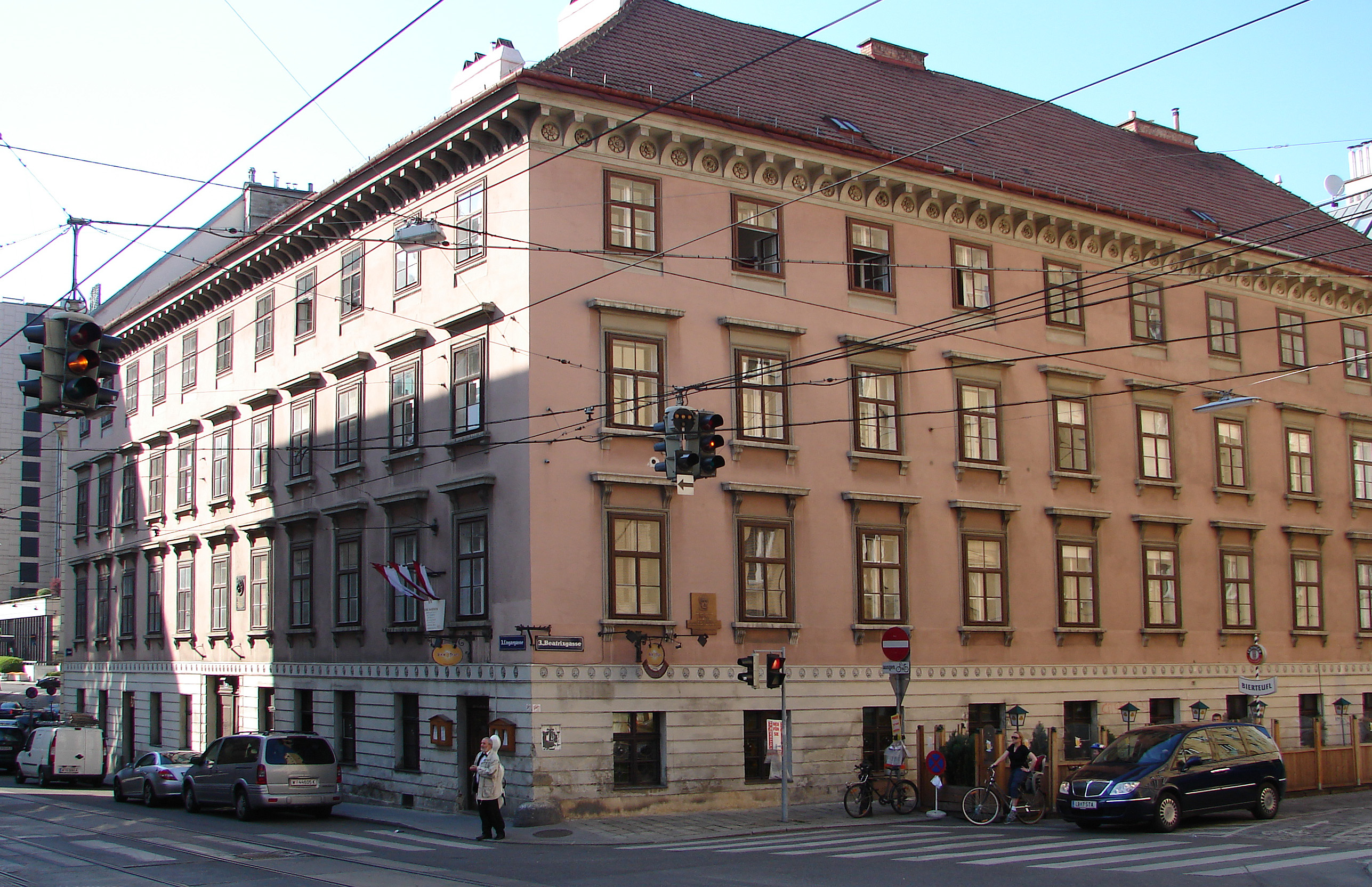
In diesem Haus in der Wiener Ungargasse 5 vollendete Beethoven seine 9. Sinfonie

Schillers Gedicht An die Freude erschien erstmals 1786 in der von ihm herausgegebenen Zeitschrift Thalia (Band 1, 1786, 2. Heft, S. 1–5). Schon bald darauf beschäftigte Beethoven die Idee einer Vertonung. Zusätzlich inspirierte ihn Schillers Gedicht Die Götter Griechenlandes, in dem Schiller dem harmonischen Miteinander von Religion und Wissenschaft zur Zeit der Antike den christlichen Ansatz gegenüberstellt, der – bedauerlicherweise – eine geistliche Gotteswelt von einer entgötterten Natur trenne. Der mit Schiller und Beethoven befreundete Bonner Jurist Bartholomäus Fischenich schrieb am 26. Januar 1793 an Charlotte von Schiller über ein Gespräch mit Beethoven: „Er wird auch Schiller’s Freude und zwar jede Strophe bearbeiten. Ich erwarte etwas vollkommenes, denn so viel ich ihn kenne, ist er ganz für das Große und Erhabene.“
Zu dieser Zeit lebte Beethoven bereits in Wien. Erste Skizzen zur 9. Sinfonie entstanden erst 1815 im sogenannten Scheide-Skizzenbuch. Der letzte Satz mit dem bedeutenden Chorfinale ähnelt in Satztechnik und Motivik der Chorfantasie in c-Moll op. 80 (1808), der „Kleinen Neunten“, deren Hauptthema wiederum dem Lied Gegenliebe WoO 118 (1794/1795) nach einem Text von Gottfried August Bürger entnommen ist. Die Sommer 1821, 1822 und 1823 verbrachte Beethoven in Baden bei Wien (heute Beethovenhaus Baden, Rathausgasse 10) und schrieb dort wesentliche Teile der 9. Symphonie. Die Vollendung der Komposition zog sich bis in das Jahr 1824 hin. Der vierte und letzte Satz wurde in Beethovens Wohnung in der Ungargasse 5 in der Wiener Vorstadt Landstraße fertiggestellt.
Anlass war 1817 ein Auftrag der Londoner Philharmonic Society für zwei Symphonien. Es entstanden erste Skizzen und Entwürfe, an denen erkennbar ist, wie beharrlich Beethoven an der Themenbildung feilte. Schon 1818 dachte er, das Finale um Singstimmen zu erweitern. Obwohl die Absicht der Vertonung von Schillers Hymne fast das ganze Leben Beethovens begleitete, hat er sich erst relativ spät entschieden, die Verse im Finale der 9. Sinfonie zu verwenden. Wie die Skizzen zeigen, fiel eine Entscheidung für den Chor erst gegen Ende des Jahres 1823. Zur selben Zeit, im Dezember 1823, erwog Beethoven in einem Skizzenheft noch einmal ein „finale instromentale“. Nach Erinnerungen von Beethovens Freund und Schüler Carl Czerny hat der Komponist sogar nach der Uraufführung noch erwogen, ob es nicht besser sei, das Chorfinale gegen einen rein instrumentalen Schlusssatz auszutauschen.
Beethoven widmete „in höchster Ehrfurcht“ die Sinfonie König Friedrich Wilhelm III. von Preußen.

## Uraufführung
Die 9. Sinfonie gelangte in einem Konzert zur Uraufführung, das Beethoven am 7. Mai 1824 im Theater am Kärntnertor veranstaltete. Es begann mit der Ouvertüre zu Die Weihe des Hauses op. 124, gefolgt von Auszügen aus der Missa solemnis op. 123. Danach folgte wahrscheinlich eine Pause, ehe zum Schluss erstmals die 9. Sinfonie op. 125 erklang. Solisten der Uraufführung waren Henriette Sontag (Sopran), Caroline Unger (Alt), Anton Haizinger (Tenor) und Joseph Seipelt (Bariton). Der Dirigent war Michael Umlauf. Beethoven, der bereits völlig ertaubt war, stand beim Schlusssatz mit dem Rücken zum Publikum und las die Worte der Sänger von ihrem Munde ab. Nach der Aufführung brach ein frenetischer Beifall los. Nach Aussagen von Sigismund Thalberg, der unter den Zuhörern war, drehte Caroline Unger Beethoven nach dem Ende des Scherzo zum jubelnden Publikum, laut Anton Schindler auch nach dem Ende des Chorfinales. Er sah die begeisterte Menge und verbeugte sich dankend. Die auflagenstärkste Zeitung Österreichs schrieb begeistert über die Erstaufführung:

„Am 7. May wurde im k. k.priv. Hof-Operntheater ein musikalisches Hochfest abgehalten: Beethoven gab eine große musikalische Akademie und führte von seiner Composition eine große Ouvertüre, drey Hymnen, (Theile von seiner neuen Messe) und eine große Symphonie, mit im Finale eintretenden Solo-und Chor-Stimmen auf Schiller's Lied an die Freude auf. Die Solo-Stimmen wurden durch die Demoisellen Sonntag und Unger und durch die Herren Haitzinger und Seipelt vorgetragen. Herr Schuppanzigh hatte die Direktion des Orchesters, Herr Kapellmeister Umlauf die Leitung des Ganzen, der Musik-Verein hatte die Verstärkung des Chores und Orchesters übernommen. Der Compositeur selbst zeigte sich bey der Leitung des Ganzen thätig. Die Eintritts-Preise waren die gewöhnlichen, das Haus sehr gefüllt. Das Publikum empfing den großen Ton-Heroen mit dem ehrendsten Antheil, hörte seine wundervollen, gigantischen Schöpfungen mit der gespanntesten Aufmerksamkeit an, und brach oft während den Theilen, nach jedem derselben aber widerholtermahlen in jubelnden Beyfall aus. […] Beethoven hat durch seine Symphonie schon lange diesem Zweige der Composition einen so hohen Standpunkt unter den menschlichen Kunstschöpfungen angewiesen, daß es seitdem jedem Componisten schwer wird, an den Anhang dieses Helikon zu gelangen […].“

Am 23. Mai wurde das Konzert wegen der großen Nachfrage mit geringfügig verändertem Programm im Großen Redoutensaal der Hofburg wiederholt:

„Beethoven gab dem sehnlichen Wunsche, dem dringenden Verlangen aller Verehrer des wahren Schönen, der echten Kunst nach, und es kam durch das thätige Bestreben solcher Freunde zu einer zweyten Aufführung der neuesten Compositionen dieses einzigen Genies, und zwar diesmahl um die Mittagsstunde im großen Redouten-Saale. […] Hr. Kapellmeister Umlauf hatte abermahl die Leitung des Ganzen, Hr. Schuppanzigh die Direktion des Orchesters übernommen […].“

Über Veranstaltungsort und -datum der zweiten Aufführung hatte zuvor Uneinigkeit geherrscht. Zunächst war von einer erneuten Aufführung im k.k. Theater nächst dem Kärtnerthor die Rede, und zwar entweder am 18. oder am 21. Mai.
In London gelangte das von der Philharmonic Society of London in Auftrag gegebene Werk erstmals am 21. Mai 1825 unter der Leitung von Sir George Smart zur Aufführung. Smart lernte Beethoven kurz darauf in Wien persönlich kennen. Ein Exemplar vom Anschlagzettel der Londoner Erstaufführung mit handschriftlichen Notizen von Smart ist heute im Besitz der British Library, ebenso die von Smart benutzte Kopistenabschrift der gesamten 9. Sinfonie.

## Analyse der einzelnen Sätze
Durch die Länge des vierten Satzes drohte die Balance zwischen den einzelnen Sätzen verloren zu gehen. Dem wirkt Beethoven entgegen, indem er den üblicherweise an zweiter Stelle stehenden langsamen Satz auf die dritte Position setzt. Der dritte Satz wirkt damit als ruhende Mitte im Gesamtwerk.

### Erster Satz
(Allegro ma non troppo, un poco maestoso, d-Moll)
Der erste Satz der 9. Sinfonie entspricht der Sonatenhauptsatzform mit verhältnismäßig kurzer Reprise und überdimensionaler Coda. Der Satz umfasst fast 600 Takte. Dem ersten Thema ist eine Einleitung vorangestellt, die nicht in d-Moll, sondern in A beginnt (Tongeschlecht nicht festgelegt, da Terz fehlt = eine sog. Leere Quinte). Dieses A entpuppt sich also als Dominante zur Haupttonart d-Moll, und in Takt 17 beginnt das Hauptthema (Akkordbrechungen in d-Moll) in punktiertem Rhythmus. Nach einer Ausweichung nach Es-Dur kehrt die Musik wieder zur Ruhe zurück, und die Einleitung steht auch vor dem Nachsatz, dieses Mal in d. Der Nachsatz steht bereits in der Untermediante B-Dur (wie später in der Romantik üblich), und in Takt 80 beginnt die Überleitung (mit eigenem Thema) zum zweiten Themenkomplex, dem Seitensatz in B-Dur. Der Seitensatz bringt drei Themen, ein lyrisches und zwei eher martialische Themen. Nach diesem Seitensatz folgt eine zweiteilige Schlussgruppe, die in B-Dur endet. Auch die Durchführung beginnt mit der Einleitung, wieder auf A, sie ist in vier Abschnitte unterteilt, der dritte Abschnitt ist ein großes Doppelfugato. Die Reprise hat keinen Nachsatz und bleibt auch großteils in d-moll (bzw. Dur). Die Coda verlässt die Tonika nicht mehr und enthält ein neues, trauermarschartiges Thema. Der Satz endet im Unisono (Akkordbrechung d-Moll).
Der erste Satz – „allegro ma non troppo, un poco maestoso“ – wird vom Zuhörer als mächtig und hart empfunden. Der Hauptsatz beginnt mit einer Einleitung, einem Crescendo, das später wiederholt in diesem Satz auftaucht. Mit dem Anstieg der Lautstärke erhöht sich auch der Rhythmus, er „wird enger“ und verstärkt die Kraft und die Angst, die sich mit dem Crescendo gebildet haben. Das Thema, beginnend in Takt 17, das nun im Fortissimo gespielt wird, scheint aus dem Nichts entstanden zu sein; dies ist allerdings ein Fehlschluss, in der Einleitung wurde es bereits angedeutet, nun sind jedoch die Notenwerte stark verkürzt, weshalb jetzt erst ein Thema zu erkennen ist. Seine Dramatik wird durch das Spielen im Tutti noch verstärkt. Der Schluss des Themas ist geprägt durch „martialische Rhythmen in Trompeten und Pauken“, die Holzbläser spielen im Kontrast dazu ruhige Motive. Es endet und es folgt eine kurze Überleitung mit der Motivik der Einleitung bzw. des Hauptsatzes, auf die ein zweites Mal das Thema folgt.
Das Schlussmotiv, bestehend aus hektischen Sechzehntelbewegungen, wird an dieser Stelle besonders lange fortgesetzt. Es folgt der Nachsatz, dessen Halbsatz ein sanfteres Ende nimmt. Hier erklingt vierfach ein feines Motiv in den Holzbläsern (dolce); damit ist die Überleitung zur neuen Tonika B-Dur geschafft, mit ihr beginnt der Seitensatz. Die Themen des Vordersatzes bestimmen hier deutlich die Holzbläser, die unter anderem von den Violinen mit einem variierten Motivausschnitt des ersten Themas begleitet werden. Es folgt nicht direkt der Nachsatz, das Stück wird durch ein Motiv unterbrochen, das zum Nachsatz überleitet. Dieser scheint dann dem Ende zuzugehen, Beethoven knüpft diesem allerdings einen weiteren, stärker ausgebildeten Nachsatz an. Er bedient sich hier wiederholt der Motivik des ersten Themas, der Satz wird dadurch aus seiner Harmonie gerissen, bis die Bläser mit einer leisen Kadenz in Richtung B-Dur ansetzen, allerdings auf H-Dur ankommen. Im Anschluss hieran folgt der lange Rückweg zur Tonika B-Dur. Beide Teile, Hauptsatz und Seitensatz, „entwickeln sich nicht linear, nicht ‚organisch‘“, jedoch sind sie einander trotzdem so gegensätzlich, sie repräsentieren „verschiedene Welten: die Innen- und die Außenwelt“. Der Hauptsatz, die Außenwelt, die bedrohlich und mächtig gegen den Hörer angeht, und die Innenwelt, die das Empfinden des Hörers widerspiegelt, mit der sich dieser identifizieren kann.
Die nun folgende Durchführung bildet sich von Beginn an weiter in Richtung Reprise aus. Der erste Teil wird von den Motiven des anfänglichen Crescendos und des ersten Themas beherrscht. Es folgt ein Fugato, der zweite Teil der Durchführung, in dem das Chaos, das sich während der Kadenz gebildet hat, aufgelöst wird. An dieser Stelle ist der Weg zur Reprise bereits besonders deutlich. Die Durchführung endet. Sie scheint hier allerdings auch erst ihren endgültigen Höhepunkt erreicht zu haben.
Die sich anschließende Reprise ist der zentrale Punkt des ersten Satzes, sie setzt im Fortissimo ein, unterstützt vom „Donnergrollen“ der Pauken. Diese ist von so schauriger Schönheit und so bedrohlich, dass sie allen Schrecken und alle Angst, die sich zuvor aufgebaut haben, in den Schatten stellt. Dies steigert sich im Folgenden nicht mehr, die Spannung wird eher wieder etwas reduziert und scheint, auf einem konstanten Level angekommen, stets präsent zu sein. Die weiteren Teile der Reprise stehen im Schatten dieses machtvollen Anfangs.
Die Coda ist da ein Gegensatz. Als „süß“ bezeichnet sticht sie aus dem Gesamtbild der Reprise hervor und leitet das Ende ein. Sie steigert sich und baut diese Steigerung auch wieder ab, hier beginnt das erste große Crescendo, gefolgt von einem weiteren Crescendo, das den Satz noch ein Mal antreibt. Nach diesem wird das alte Tempo wieder aufgenommen, im Anschluss daran setzt ein leiser Teil ein, der zwar ruhig, jedoch zugleich dramatisch und steigernd ist. Dies wird fortgesetzt, die Steigerung bleibt erhalten durch den Wandel vom Piano über Forte zum Fortissimo. Die letzten Takte des Satzes werden mit trauermarschartigen Rhythmen geschlossen.

### Zweiter Satz
(Molto vivace – Presto, d-Moll)
Der zweite Satz ist ein Scherzo und Trio. Formal ist er im üblichen Formenschema A – B – A angelegt, wobei die beiden Teile des Scherzos im ersten Durchgang jeweils wiederholt werden (A1 – A1 – A2 – A2 – B – A1 – A2). In einigen Aufführungen wird allerdings auf die Wiederholungen innerhalb des Scherzos verzichtet.

#### Scherzo

Thema zweiter Satz, Scherzo

Wie üblich, ist das Scherzo im ¾-Takt notiert. Der Höreindruck ist jedoch ein 4/4-Takt, da im hohen Tempo des Stücks die Takte wie Grundschläge wirken und musikalisch in Gruppen zu je vier Takten angeordnet sind. Dies kann als ironischer Seitenhieb gegen Kritiker verstanden werden, die Beethoven eine Missachtung musikalischer Traditionen vorhielten.
Beethoven leitet den zweiten Satz mit einer kurzen Eröffnung ein. Diese besteht aus einem eintaktigen Motiv, gebildet aus einem Oktavsprung, das von den Streichern gespielt wird. Dies wird durch eine Generalpause unterbrochen, daraufhin wird es sequenziert wiederholt. Es folgt eine weitere Generalpause, darauf das Motiv, blitz- und donnerartig gespielt von den Pauken, die im folgenden Takt vom beinahe vollständigen Orchester imitiert werden. So stehen sich innerhalb zweier Takte die Pauken und das gesamte Orchester mit seiner ganzen Wucht und Fülle gegenüber. Angeblich setzte bei der Uraufführung nach dieser überraschenden Generalpause spontan Applaus ein, der das Orchester zwang, den Satz erneut zu beginnen.
Nach einer weiteren Generalpause beginnt der eigentliche Hauptsatz, das erste Thema, basierend auf dem Motiv der Einleitung. Nach Art der Fuge setzt das Thema alle vier Takte in einer neuen Streicherstimme ein. Es erfolgt der Einsatz der Bläser, die das Orchester zum Tutti ergänzen. Es folgt ein langes, ausgedehntes Crescendo, nun erklingt das Thema im Fortissimo durch das gesamte Orchester. Auch die Pauken setzen wieder ein, sie machen das Orchester letztendlich komplett und unterstreichen das markante Motiv und dessen Rhythmus. Nach dieser ersten Klimax des Satzes verschaffen absteigende Linien der Holzbläser eine kurze Atempause, bis im Fortissimo ein energisches Seitenthema beginnt. Die Bläser und Pauken werden dazu von den Streichern begleitet, welche das eintaktige Eingangsmotiv als treibendes Ostinato einsetzen.
Der zweite Formteil hat einige strukturelle Parallelen zum ersten Teil: Nach einer kurzen Überleitung beginnt er wieder mit der fugischen Verarbeitung des Hauptthemas. Diesmal sind es jedoch die Holzbläserstimmen, die nacheinander einsetzen. Im Gegensatz zum ersten Teil erfolgt der Einsatz nicht alle vier Takte, sondern jeden dritten Takt. Die „Metataktart“ wechselt damit für einige Zeit zu einem Dreiertakt, was durch die Spielanweisung Ritmo di tre battute (Rhythmus zu drei Schlägen) gekennzeichnet ist. Es folgt eine ausgedehnte Steigerung. Nach deren Kulmination erklingen wie im ersten Teil wieder die absteigenden Bläserlinien, um von dem Seitenthema im Fortissimo abgelöst zu werden.

#### Trio

Thema zweiter Satz, Trio

Der Übergang zum Trio (D-Dur, 2⁄2-Takt) erfolgt ohne Unterbrechung, das Tempo steigert sich dazu in den vorgehenden Takten kontinuierlich ins Presto. Das Thema des Trios hat im Kontrast zum Scherzo einem äußerst kantablen Charakter. Es wird zuerst gemeinsam von Oboen und Klarinetten vorgestellt. Nacheinander übernehmen Hörner und Fagotte den Solopart. Dann greifen die Streicher das Thema zusammen mit den Holzbläsern auf. Es taucht nach der Wiederholung dieses Abschnittes schließlich noch einmal in den tiefen Streichern auf.

#### Coda
Auf das Da-Capo des Scherzos folgt die Coda, in welcher das Hauptthema des Scherzos fugisch zu einem Stimmeneinsatz nach je 2 Takten verdichtet wird. Darauf erklingt noch einmal das liebliche Thema des Trios. Es wird jedoch nicht in voller Länge ausgespielt, sondern zwei Takte vor Ende der Phrase abrupt abgebrochen. Nach einer Pause folgt noch eine Kette trotziger Oktavsprünge, mit denen der zweite Satz beendet wird. Diese sind gleichzeitig ein Bruch zwischen dem Scherzo und dem folgenden dritten Satz, der mit seinem neuen, viel ruhigeren Tempo so noch ein Mal von ganz vorn anfängt.

### Dritter Satz
(Adagio molto e cantabile – Andante moderato, B-Dur)
Im dritten Satz setzen die Instrumente nacheinander ein. So beginnt das zweite Fagott allein, gefolgt vom ersten Fagott, der zweiten Klarinette, den Streichern (außer der ersten Geige und dem Kontrabass) und der ersten Klarinette. Diese setzen direkt aufeinander folgend ein, das Thema beginnt dann in der ersten Geige. Nach dem erstmaligen Erklingen des vollständigen Themas setzen die Hörner ein, die zusammen mit der Klarinette dessen Motivik übernehmen. In den ersten Takten wird diese vorerst nur mit kurzen Einschüben imitiert und im weiteren Verlauf hat die Klarinette das Thema völlig übernommen, die Streicher übernehmen hier nun die Begleitung.
An dieser Stelle wechselt Beethoven zu D-Dur. Ein neuer Formteil, ein Zwischensatz, wird eingeleitet (Andante moderato) und hebt sich durch einen Taktwechsel (¾) und ein schnelleres Tempo vom vorhergehenden Teil ab. Die Stimmung wird beibehalten, da die Aussage beider Teile ähnlich ist und das Cantabile beibehalten wird. Auch hier übernimmt die erste Geige die Themenführung und wird hierbei von den restlichen Streichern und den Holzbläsern begleitet.
Das Thema des Zwischensatzes wird zweimal gespielt. Darauf folgt die Überleitung zur vorigen Tonart B-Dur sowie die Rückkehr zum alten Tempo. Nun erklingt das erste Thema in einer Variation, die erste Geige umspielt es mit einer spielerischen Sechzehntelbewegung, unterbrochen von einzelnen Einwürfen des Themas durch die Holzbläser. In den folgenden Takten beginnt die Überleitung zu G-Dur. Hier beginnt ein zweiter Zwischensatz (Andante), in dem wiederum die Holzbläser, vorrangig die Flöten und Fagotte, das zweite Thema variiert spielen.
Die nun beginnende Rückführung zum Hauptteil, hier in Es-Dur (Adagio) ist bestimmt von einer zweiten Variation über das erste Thema, einer frei gestalteten Variation der Hörner und Flöten. Dies scheint aus dem Takt geraten zu sein, durch die Begleitung der Streicher scheint der Rhythmus verschoben. Dies wird durch einen Sechzehntellauf der Hörner behoben, hier beginnt die Hinleitung zu A-Dur, der Coda, in der die erste Geige die dritte Variation spielt, die wiederholt aus Sechzehntelbewegungen besteht. Teilweise scheinen diese das Tempo anzuziehen; dieser Effekt entsteht durch Triolen und Zweiunddreißigstel. Unterbrochen werden diese durch eine Fanfare, eingeleitet durch die Hörner. Diese durchbricht die Stimmung und die Ruhe, die aber sofort durch beruhigend wirkende Akkorde wiederhergestellt wird. Hier setzt auch wieder die dritte Variation der ersten Geigen ein, die erneut durch die Fanfare unterbrochen wird.
Es folgt nun eine sehr kantabile Passage, die die Stimmung vom Harten, fast Grausamen der Fanfare befreit und im Ansatz Freudenthemen erklingen lässt, die auch in den folgenden Takten wiederholt verarbeitet werden. Auch ist die dritte Variation der ersten Geige wiederholt zu hören.
Der dritte Satz endet mit mehreren Crescendi, auf die ein kurzes Piano folgt. Dieses wirkt bedrückend; es unterstreicht die vorherrschende triste Stimmung der vorangehenden Sätze. Diese letzte Fanfare scheint den Hörer ein letztes Mal zu wecken, sie funktioniert gleich einer Ankündigung für die wichtige folgende Aussage des letzten Satzes.

### Vierter Satz
(Presto – Allegro assai – Andante maestoso – Allegro energico, sempre ben marcato – Allegro ma non tanto – Prestissimo, d-Moll/D-Dur)
Im vierten Satz tragen ein Quartett von Sängern und ein großer vierstimmiger Chor die Strophen des Gedichts An die Freude von Friedrich Schiller vor. Sie sind dabei musikalisch gleichberechtigt mit dem Orchester eingesetzt. Der Melodie des Hauptthemas wird dabei die Textpassage „Freude, schöner Götterfunken (…)“ unterlegt. Dieser Satz wird daher auch als Ode an die Freude bezeichnet.
Den vierten Satz, der mit 940 Takten nicht nur lang ist, sondern auch überwältigend klingt, leitet Beethoven mit einigen Dissonanzen der Bläser ein, welche die Wut und Verzweiflung der vorhergehenden Sätze, vielleicht sogar Schmerzen widerspiegeln. Nur allmählich scheinen die Streicherbässe dagegen anzugehen, sie bahnen, durch ein langsames, ruhiges Motiv, den Weg für etwas völlig Neues, einen neuen Gedanken für den weiteren Verlauf des Stücks. Unterbrochen wird dies unentwegt durch die Themen der ersten drei Sätze, beginnend mit dem ersten Thema des ersten Satzes. An dieser Stelle ersticken die Bässe den alten Gedanken, doch folgt nun die Einleitung des ersten Satzes.
Auch hier zerstören die Streicherbässe das alte Motiv durch ihre Unterbrechung; es folgt ein Ausschnitt des ersten Themas des zweiten Satzes im Vivace. Wiederholt revoltieren die Bässe und auch der Einsatz des ersten Motivs des ersten Themas des dritten Satzes wird von ihnen verworfen. Doch an diesem Punkt bringen die Holzbläser zum ersten Mal den neuen Gedanken, dem die Bässe anscheinend zustimmen. Der neue Gedanke wird nicht verworfen, sondern von den Bässen aufgenommen, erst rezitativisch verfolgt und ist dann – das erste Mal im Stück – vollständig zu hören mit der Freudenmelodie „Freude, schöner Götterfunken“, gespielt von den vorher unruhigen Streicherbässen. Sie wird als dreimal acht Takte langes Thema vorgestellt.
Es stimmen zunächst nur Fagott und Bratsche in den Freudengesang ein; doch im Laufe der folgenden Takte erfolgt eine Steigerung, nicht nur in Bezug auf den Spannungsbogen, sondern auch in Bezug auf die Anzahl der beteiligten Instrumente. So wirkt dieses Hinzutreffen der weiteren Instrumente wie die Ansammlung einer Menschenmenge, die im Jubelchor, mit enormem Spannungsbogen das Glück der Welt besingt.
Zu diesem Zeitpunkt klingt die Melodie nicht mehr so zaghaft und verschleiert wie zuvor, sondern majestätisch und prunkvoll, was mit Pauken und Blechbläsern unterstrichen wird. Doch nachdem das Thema durch die einzelnen Stimmen gewandert ist, fällt alles zurück ins unkontrollierte Durcheinander, das durch heftige Dissonanzen in einem stärkeren Chaos endet als jenes, das zu Anfang herrschte, betont durch das bekannte Donnergrollen der Pauken. Erst bei Einsatz des Baritonsolos „O Freunde, nicht diese Töne! Sondern lasst uns angenehmere anstimmen, und freudenvollere“, das auch zugleich der eigentliche Beginn des Hauptteils des Satzes ist, wird das Freudenlied angekündigt, das, angekommen in der eigentlichen Tonart D-Dur, durch „Freude[n]“-Einwürfe der Bassstimme des Chores eingeleitet wird und vorerst nur vom Baritonsolisten vorgetragen und erst danach vom Chor und später auch von den Solisten nachgesungen wird. Auffällig ist hier, dass der Sopran vorerst aussetzt und erst an der Stelle „wer ein holdes Weib errungen“ einsetzt.
Das Orchester begleitet mit Einwürfen und Variationen des neuen Themas weiterhin die Sänger, die nun abwechselnd als Solistenchor und Chor die einzelnen, Beethoven anscheinend sehr wichtigen, Strophen Schillers Gedichts „An die Freude“ singen. Hier bleibt das Orchester auch beim Vorsingen der Solisten eher klein besetzt, worauf eine größere und stärkere Besetzung für den Chor folgt, die gemeinsam ein prachtvolleres Bild ergeben. Auch innerhalb der einzelnen Gesangspartien setzen die Stimmen fugisch ein. Der erste Teil des Finales endet mit der Textzeile „und der Cherub steht vor Gott“, die wiederholt vom Chor gesungen wird und sehr erhaben und mächtig klingt, was nicht zuletzt an der Sopranstimme liegt, die hier auf einem langen zweigestrichenen a endet.
Es folgt nun das Freudenthema in marschartiger Rhythmisierung (Alla Marcia), die nicht nur durch die Änderung des Metrums, sondern auch durch den erstmaligen Einsatz dreier Schlaginstrumente (Triangel, große Trommel und Becken) hervorgerufen wird. Es setzt der Tenorsolist mit der nächsten Textpassage mit einer passenden Rhythmisierung der Gesangsmelodie ein, die die Männerstimmen des Chores mit wildem, kämpferischem Charakter wiederholen. Hier beginnt ein weiterhin marschartiges Zwischenspiel, auf das ein weiterer Choreinsatz folgt. Hier wird – wieder mit dem Text der ersten Strophe und unter Beibehaltung des Marschcharakters – das Ende dieses Abschnittes eingeleitet.
Das folgende Andante maestoso, mit der neuen zentralen Aussage „Brüder! Überm Sternenzelt muss ein lieber Vater wohnen.“ hat einen schweren, sakralen Charakter, der mit dem Bezug zum „Schöpfer“, zu Gott zu erklären ist. Schon das Fortissimo dieser Zeilen drückt die Wichtigkeit des Textes für Beethoven aus. Sie bilden den Höhepunkt des Chorfinales, das zunächst durch das Unisono der Männerstimmen sehr mächtig, dann durch den Einsatz der Frauenstimmen jauchzend und überwältigend klingt. Beginnend mit den Männerstimmen und der Begleitung durch die Bassposaune und die Streicherbässe im Unisono wirkt dieses Mächtige sehr dunkel, was durch die einsetzenden Frauenstimmen zu einer zauberhaften Verschleierung des Freudenthemas wird.
Durch diese folgenden Imitationen wird die Mehrstimmigkeit dieser Passage verstärkt, durch das beinahe vollständig einsetzende Orchester wirkt alles noch größer und mächtiger als bisher. Das besondere Gewicht auf der Stelle „über’m Sternenzelt“ durch das zweimalige Singen auf nur einer Note und der Rhythmisierung entgegen dem Metrum wird verstärkt durch die Nicht-Melodisierung von „Ahnest du den Schöpfer, Welt?“, was die mystische Unerreichbarkeit Gottes umschreibt. Wenn die Worte „über’m Sternenzelt muss er wohnen“ zum dritten Mal – wieder auf einer Note – erklingen, entsteht die Wirkung weiter Entfernung, da die Flöten und Geigen das Sternengefunkel imitieren, wobei der Klang schlank, aber doch voll ist.
Es folgt nun der vierte Teil des vierten Satzes, der doppelfugisch gearbeitet ist. Er vereint das Freudenthema und das Sakralmotiv, was eine Verknüpfung von Himmel (Sakralmotiv: „über’m Sternenzelt muss ein lieber Vater wohnen“) und Erde (Freudenthema: „alle Menschen werden Brüder“) darstellt. Die Fuge baut eine ungeheure Kraft und Energie auf und findet hier, wie schon beim Ende des ersten Teils des Finales, auf dem zweigestrichenen a der Sopranstimmen ihren Höhepunkt und ihr Ende. Dies kommt plötzlich, die Fuge und damit auch die Euphorie werden abgebrochen. Es beginnt ein zögerndes Fragen, erst in den Bässen „Ihr stürzt nieder, Millionen?“, gefolgt von den Tenören „Ahnest du den Schöpfer, Welt?“, beantwortet vom Alt: „Such’ ihn über’m Sternenzelt“. Diese Textstelle wird nun wiederholt stärker bearbeitet, sie beschließt das Ende des vierten Teils des Finales. Auch bei diesem legt Beethoven wiederholt mehr Wert auf die Aussage des Textes allein als auf dessen Melodisierung.
Der folgende fünfte Teil beginnt im Pianissimo mit einer entfernten Variation des Freudenthemas, die einsetzenden Solisten singen zum wiederholten Male die erste Strophe von An die Freude, hier allerdings in einer neuen Vertonung. Es beginnen wie zuvor die Männerstimmen, die Frauenstimmen setzen ein; dieses Fugato erfolgt nun im Wechsel der beiden Parteien. Die neue Motivik wird vom Chor aufgenommen. Im ersten eingeschobenen Adagio wird die folgende Textzeile „alle Menschen werden Brüder, wo dein sanfter Flügel weilt“ durch den Chor hervorgehoben. Dieser Einschub dauert allerdings nur vier Takte lang; danach kehrt Beethoven zum ursprünglichen Tempo zurück. Nach einem kurzen Fugato zwischen Chor und Solisten findet ein zweiter Adagioeinschub statt, in dem zum wiederholten Mal die für Beethoven wichtige Textstelle „alle Menschen werden Brüder“ hervorgehoben wird, an dieser Stelle allerdings nicht durch den Chor, sondern durch die Solisten.
Im letzten Teil des vierten Satzes der 9. Sinfonie, einem Prestissimo, setzt Beethoven zur Unterstreichung der Ausgelassenheit wiederholt die Schlaginstrumente ein (Pauken, große Trommel, Becken, Triangel). Im äußerst schnellen Metrum dieses letzten Teils ist das dort auftretende Sakralmotiv (Takt 5) nur noch durch die Notierung zu erkennen, durch die schnelleren Rhythmen hat es seinen Charakter völlig verändert. Bis zum Maestoso wird der Text „Seid umschlungen, Millionen; diesen Kuss der ganzen Welt! Bruder! Über'm Sternenzelt muss ein lieber Vater wohnen“ unter einem neuen Gesichtspunkt betrachtet. Beethoven will auch hier wieder Platz für Neues schaffen, indem er es anders präsentiert als zuvor.
Das nachfolgende Maestoso wiederum ist ein eher langsamer, schreitender Einschub im hektischen, beinahe flüchtigen Prestissimo. Hier greift Beethoven noch einmal die erste Zeile der ersten Strophe auf und kündigt das Ende des letzten Satzes an, das endgültige Finale, in dem die „Freude“, der „schöne[r] Götterfunken“, zum letzten Mal auflebt und zugleich auch als letzter Gedanke den Gesang abschließt. Das Orchester manifestiert die große Freude noch über weitere 20 Takte im Prestissimo und lässt die Sinfonie im Jubel ausklingen.
Die unkonventionelle Form und der heterogene Charakter des Satzes haben die Musikwelt nachhaltig beschäftigt. Gegenüber traditionellen instrumental-musikalischen Formvorstellungen (wie z. B. von Charles Rosen, Wilhelm Seidel, Nicholas Cook, Michel C. Tusa, David Benjamin Levy, Frédéric Döhl u. a. dargestellt) weist Sascha Wegner darauf hin, dass sich das Finale zwar formal auf ein rein instrumentales Modell, nämlich die Eroica, bezieht, andererseits aber die Aura spezifischer vokalmusikalischer Gattungen und Kompositionstechniken nutzt – insbesondere vor dem Hintergrund der Ästhetik der „Pindarischen Ode“, die mit der Gattung der Symphonie seit dem Ende des 18. Jahrhunderts verbunden wurde (Johann Abraham Peter Schulz).
Das Chorfinale der Neunten Symphonie realisiert laut Wegner auf eindrucksvolle Weise das ästhetische Konzept und die Anziehungskraft der „Schönen Unordnung“, wie sie im „Oden“-Diskurs am deutlichsten vorformuliert wurde, schon allein wegen des impliziten Verweises auf Schillers Gedicht An die Freude auf die Ode, den Beethoven im Titel seiner Symphonie explizit hervorhebt („mit Schluss-Chor über Schillers Ode: ‚An die Freude‘“). Text und Thema von Schillers Gedicht verweisen auf die spezifische Form der Hymne, welche es auch vierzig Jahre nach seiner Entstehung (1785) noch immer ästhetisch fest mit der Idee der Ode verbinden: hinsichtlich des Inhalts durch das Thema der Freude, das mit göttlichem Lob verwoben ist; hinsichtlich der Gestik durch den hoch enthusiastischen Ton. Der Text dieser Vorlage, auch wie Beethoven ihn selektiert und reorganisiert, zusammen mit der kompositorischen Gestaltung als in sich sinnvoll strukturierte Aufeinanderfolge einzelner Formabschnitte entsprechen ästhetisch dem Charakteristikum des „planvollen Enthusiasmus“ der Ode.
Berücksichtigt man den ebenso hymnischen wie regulären und damit fast schon anachronistischen Liedcharakter der Freuden-Melodie gegenüber der scheinbar unregelmäßigen dynamischen Prozesshaftigkeit des gesamten Finales, so ist der gewissermaßen „doppelte“ Odencharakter auf der Grundlage des Nachhalls der literarischen und ästhetisch-historischen Bedeutung der Pindarischen Ode festzuhalten, mit der die Neunte Symphonie somit kulturgeschichtlich in enger Beziehung steht. Aus dieser Perspektive kann das Chorfinale auch als Sublimierung der Idee der Ode verstanden werden.
Der Kern der Beziehung zwischen den Final-Ereignissen der Eroica und der Neunten Symphonie liegt weniger in der Neuformulierung eines formalen Modells, das unter Berücksichtigung sämtlicher musikalischer Möglichkeiten auf größtmöglichen Jubel aus ist (im Eroica-Finale durch die Variationen-Verbindung von Tanz, Konzert, Fuge, Choral und Kehraus) als vielmehr in dessen ästhetischer Intensivierung durch die Idee der Vokalmusik. Die bereits erschöpften instrumentalen Mittel, die für das Chorfinale erneut mit dem formalen Modell des Eroica-Finales bemüht und um drei Posaunen und die „banda turca“ (Piccoloflöte, Triangel, Große Trommel) sowie verdoppelte Blasinstrumente erweitert werden, werden durch eine geplante Gesamtschau aller denkbaren „vokalmusikalischen Modelle“ überboten: Neben dem Rezitativ kommt das solistische Strophenlied (mit Orchesterbegleitung) zur Geltung, das sich zu einem Chorgesang steigert.
Ein Marschgesang mit dem Klangidiom der „banda turca“ bietet darauf nicht nur eine Variation der Freuden-Melodie, sondern steht in Beziehung zu typisch repräsentativer Musik dieser Zeit – die sich von französischer Staatsmusik über „Wiener Kongress“-Musik bis hin zur Kirchenmusik erstreckt – und führt über eine Instrumentalfuge zurück zum Chor-Refrain. Mit einer harmonischen und syntaktischen Volte wird schließlich einem neuen Thema Platz eingeräumt, das die zweite Leitidee des Finales ausdrückt: Nach eher antikisierender, elysischer Freudebekundung (im Geiste eines geselligen Trinklieds oder auch Bacchanals) wird nun der „liebe Vater (...) überm Sternenzelt“ mit einem Appell an die Freude-Gemeinde angerufen: „Seid umschlungen, Millionen, diesen Kuß der ganzen Welt“.
Entsprechend werden hier Modelle der Kirchenmusik auf breitem Raum entfaltet: Der Unisono-Intonation in der Art eines einstimmigen Chorals, wirkungsvoll gestützt durch Posaunen, folgt eine chorische Wiederholung. Eine Synthese beider Themen („Seid umschlungen“, „Freude, schöner Götterfunken“) wird durch eine Chorfuge gewährleistet. Es folgt eine musiktheatralische Schlussstretta mit Solistenkadenz, in der alle Stimmen, Instrumente und Gesangsstimmen wie in einem Opernfinale zusammenkommen, bevor das Orchester (ohne Chor) diesen lieto fine klanggewaltig auskadenziert. Gleichzeitig wird der musikdramatische Rahmen, an dessen Anfang die Rezitative standen, nun formal – und somit systematisch – wieder geschlossen.

## Rezeption
Auch wenn die Reaktion des Publikums bei der Uraufführung enthusiastisch war, so war die Resonanz der frühen Kritiker eher zwiespältig. Während zur Uraufführung in Wien geschrieben wurde: „Die Symphonie darf sich furchtlos mit ihren acht Geschwistern messen, verdunkelt wird sie bestimmt von keiner, nur die Originalität zeugt für den Vater, sonst ist alles neu und nie dagewesen …“, meinte ein anderer Rezensent zur Frankfurter Aufführung 1825: „Uns scheint – so viel uns nach einmaligem Anhören dieser Composition zu urtheilen geziemt – bey ihrer Empfängnis der Genius des großen Meisters nicht zugegen gewesen zu seyn“. Ein anderer: „Auch in der Verirrung groß!“

„Ich […] gestehe frei, daß ich den letzten Arbeiten Beethovens nie habe Geschmack abgewinnen können. Ja, schon die viel bewunderte neunte Symphonie muß ich zu diesen rechnen […], deren vierter Satz mir […] monströs und geschmacklos und in seiner Auffassung der Schiller’schen Ode so trivial erscheint, daß ich immer noch nicht begreifen kann, wie ihn ein Genius wie der Beethoven’sche niederschreiben konnte. Ich finde darin einen neuen Beleg zu dem, was ich schon in Wien bemerkte, daß es Beethoven an ästhetischer Bildung und an Schönheitssinn fehle.“

Giuseppe Verdi monierte, das Finale sei „schlecht gesetzt“. Richard Wagner sagte, „die Neunte sei Erlösung der Musik aus ihrem eigensten Elemente heraus zur allgemeinen Kunst. Sie ist das menschliche Evangelium der Kunst der Zukunft.“
Es fehlte in Deutschland, Frankreich und England nicht an abfälligen Urteilen, die gelegentlich mit wohlmeinenden Ratschlägen an den Komponisten verbunden wurden. Viele wandten sich scharf gegen die Verwendung von Singstimmen in einer Sinfonie.
Auch in späterer Zeit gab es unterschiedliche Meinungen: „Die 9. Sinfonie ist ein Schlüsselwerk der sinfonischen Musik“ und hat zahlreiche nachfolgende Musiker inspiriert, z. B. Anton Bruckner, Gustav Mahler, Johannes Brahms. Im Gegensatz zu solch positiven Aussagen gab Thomas Beecham an, dass „selbst wenn Beethoven ordentlich in die Saiten gegriffen hätte, so sei die Neunte Symphonie von einer Art Mr. Gladstone der Musik komponiert worden.“

## Bearbeitungen
Richard Wagner schlug geringfügige Änderungen an Beethovens melodischer Ausgestaltung vor. Wagner nahm an, dass einige Instrumente zu Beethovens Zeiten bestimmten Limitierungen unterlagen und z. B. bestimmte Tonhöhen nicht spielen konnten, weshalb Beethoven einige Melodien aufgrund dieser Limitierung nicht vollständig ausgeschrieben habe. Durch seine Änderungen zielte Wagner darauf ab, die Kontinuität der melodischen Linie zu verbessern und Beethovens ursprüngliche Intention wiederherzustellen. Später schlugen auch Gustav Mahler und Felix Weingartner Änderungen an der Orchestrierung vor, gingen aber deutlich weiter als Wagner und fügten weitere Instrumente hinzu, um etwa den Unterschied zwischen lauten und leisen Passagen zu verstärken.

## National- und Europahymne
Der Freimaurer und Begründer der Paneuropa-Bewegung Richard Nikolaus Graf von Coudenhove-Kalergi schlug schon 1955 Beethovens Vertonung als neue Europäische Hymne vor. Seit 1972 ist die Melodie offizielle Hymne des Europarats. Auf Bitte des Europarates arrangierte Herbert von Karajan drei Instrumentalversionen: für Klavier, für Blasinstrumente und für Orchester. Seine Instrumentalversion ist seit 1985 die offizielle Hymne der Europäischen Gemeinschaft beziehungsweise der Europäischen Union. Am 17. Februar 2008, dem Tag der Unabhängigkeitserklärung des Kosovo, wurde die Europahymne (nach dem Finalsatz der Sinfonie) als provisorische Nationalhymne gespielt.
Von 1974 bis 1979 war die Melodie des Finalsatzes Grundstock der Nationalhymne Rhodesiens, Rise O Voices of Rhodesia.
Bis 1952 wurde zu offiziellen Anlässen vielfach Beethovens Ode an die Freude als westdeutsche Ersatz-Nationalhymne verwendet, weil es keine offizielle Nationalhymne gab. Bei den Olympischen Spielen 1956, 1960 und 1964 trat jeweils eine gesamtdeutsche Olympiamannschaft unter der Ode an die Freude an. Am 2. Oktober 1990, dem Vorabend der deutschen Wiedervereinigung, fand im Schauspielhaus am Gendarmenmarkt in Ost-Berlin der letzte Staatsakt der DDR-Regierung unter Lothar de Maizière mit der Aufführung von Beethovens 9. Sinfonie durch Kurt Masur statt.

## Autograph
Nach Beethovens Tod befand sich das nicht vollständige Autograph der 9. Sinfonie (die Originalpartitur) im Besitz seines Biographen Anton Schindler. Nach eigenen Angaben hatte Beethoven es ihm im Februar 1827 geschenkt. Zwei Blätter aus dem Autograph mit der Coda des zweiten Satzes sandte Schindler im September desselben Jahres an Ignaz Moscheles, einen Bewunderer und Freund Beethovens, nach London. Über verschiedene Stationen gelangten diese beiden Blätter 1956 an das Beethoven-Haus in Bonn. Drei weitere Blätter befinden sich heute in der Bibliothèque nationale de France in Paris. Sie entstammen mutmaßlich ebenfalls dem Schindlerschen Bestand, Genaueres über den zwischenzeitlichen Verbleib ist nicht bekannt. 1846 veräußerte Schindler seine Beethoven-Sammlung, darunter das 137 Seiten umfassende Autograph, an die Alte Bibliothek in Berlin. Dort wurde es mit einem heute noch einfassenden, roten Halbledereinband versehen. – Die in Schindlers Autograph fehlenden großen Teile des Schlusssatzes fanden sich in Beethovens Nachlass und wurden im November 1827 vom Wiener Verleger Domenico Artaria ersteigert. 1901 gelang es, diesen bis dahin von der Familie Artaria verwahrten Teil des Manuskriptes, fünf Bündel zu 67 Seiten, ebenfalls nach Berlin in die Alte Bibliothek zu holen. Damit waren in 204 Seiten die wesentlichen Teile des Beethovenschen Autographs an einem Ort vereint. Während des Zweiten Weltkriegs war die Bibliothek bestrebt, ihre Bestände vor der Zerstörung durch Kriegseinwirkung zu bewahren. So wurde ab 1941 das Autograph in drei Teilen an sicher erscheinenden Orten ausgelagert. Schindlers Teil des Autographs wurde zunächst auf Schloss Fürstenstein in Schlesien, später im Kloster Grüssau verwahrt und gelangte so nach Kriegsende in Krakau in polnischen Besitz. Ein weiterer Teil ging zunächst nach Altmarrin und später nach Schönebeck. 1946 kehrte er nach Ost-Berlin in die spätere Deutsche Staatsbibliothek zurück. Der dritte Teil ging an die Donau ins Kloster Beuron und 1947 in die Universitätsbibliothek Tübingen. 1967 kam es nach Berlin zurück, wo es im Westteil der Stadt in der Staatsbibliothek der Stiftung Preußischer Kulturbesitz seinen Platz fand. – 1977 übergab Polen anlässlich eines Staatsbesuches unter anderem den in Krakau verwahrten Teil der 9. Sinfonie der DDR. Damit befanden sich jetzt alle drei Teile der Originalpartitur wieder in Berlin, allerdings nicht vereint, sondern gleichsam wie die Stadt zerrissen durch die Berliner Mauer. Erst nach der Deutschen Wiedervereinigung wurden die drei Teile des Autographs der 9. Sinfonie im Jahr 1997 in der Staatsbibliothek zu Berlin wieder zusammengeführt.
Am 4. September 2001 wurde das Autograph der 9. Sinfonie in das Weltdokumentenerbe („Memory of the World“) der UNESCO aufgenommen. Dazu wurde die Sinfonie von der Philharmonie der Nationen unter der Leitung von Justus Frantz aufgeführt.

## Trivia
- Am 10. Juli 1845 wurden laut Augsburger Postzeitung Drucke der Missa Solemnis in D-Dur und der 9. Sinfonie – Publikationen des Mainzer Schott-Verlags – in den Sockel des Postaments des Bonner Beethoven-Denkmals eingebracht.[37]
- Richard Wagner stieg 1849 mit der 9. Sinfonie auf die Dresdner Barrikaden.[38]
- Die erste Aufführung in Asien spielten am 1. Juni 1918 im japanischen Kriegsgefangenenlager Bandō deutsche Kriegsgefangene. Daran erinnert eine Gedenkstätte in Naruto sowie das 2006 entstandene deutsch-japanische Historiendrama Ode an die Freude.
- Jeden 29., 30. und 31. Dezember wird die Sinfonie vom Gewandhausorchester, dem Gewandhauschor, dem GewandhausKinderchor sowie jährlich wechselnd dem Rundfunkchor des MDR bzw. Opernchor Leipzig aufgeführt. Dieses Konzert wird live im Fernsehen übertragen. Diese Tradition geht auf Arthur Nikisch zurück. Er dirigierte die Sinfonie am 31. Dezember 1918, dem ersten Jahreswechsel nach dem Ersten Weltkrieg, im Krystallpalast in Leipzig im Zusammenwirken mit dem  Arbeiter-Bildungsinstitut Leipzig. Das Konzert begann um 23 Uhr, damit das neue Jahr mit dem Schlusschor auf Schillers Ode an die Freude eingeleitet wurde.[39]
- Stalin stellte nach einer Aufführung des Finales auf einem Sowjetkongress in Moskau fest, dass dies „die richtige Musik für die Massen“ sei „und nicht oft genug aufgeführt werden“ könne. Dies führte nach Heinz Unger zu „einer Art Beethoven-Epidemie“ in der Sowjetunion.
- In Thomas Manns Roman Doktor Faustus. Das Leben des deutschen Tonsetzers Adrian Leverkühn, erzählt von einem Freunde (1943–47) will der Protagonist Adrian Leverkühn die 9. Sinfonie zurücknehmen.
- 1960 schrieb Schostakowitsch seine Musik zum Film Fünf Tage – fünf Nächte (Пять дней — пять ночей Pjat dnej – pjat notschej) op. 111, in dem er die Ode an die Freude im Satz „Das befreite Dresden“ (Освобожденный Дрезден Oswoboschdenny Dresden) zitiert.
- 1962 erschien der Roman Uhrwerk Orange (Originaltitel: A Clockwork Orange) von Anthony Burgess, in dem der Protagonist Alexander DeLarge die 9. Sinfonie Beethovens geradezu vergöttert und sich von dem Werk zu Gewaltexzessen inspirieren lässt. Bekannt wurde der Roman durch den gleichnamigen Film von Stanley Kubrick von 1970/71, in dem Alex von Malcolm McDowell gespielt wird.
- 1965 wurde die Ode an die Freude in dem Beatles-Film Hi-Hi-Hilfe! eingesetzt, um einen Tiger zu zähmen.
- 1970 erschien unter dem Titel A Song of Joy eine englischsprachige Popversion der Ode, die weltweit sieben Millionen Mal verkauft wurde.
- 1972 erregte der österreichische Volksschauspieler und Kabarettist Kurt Sowinetz mit seiner Parodie Alle Menschen san ma z’wider[40] Aufsehen. Diese Version wurde in Österreich sehr bekannt und gilt als wichtiger Teil des Austropop.[41][42]
- Um 1978 wurde (angeblich) die Länge der von Philips und Sony eingeführten Audio-CD auf Vorschlag des damaligen Sony-Vizepräsidenten und in Deutschland ausgebildeten Opernsängers Norio Ōga auf 74 Minuten festgelegt, um die 9. Sinfonie vollständig und ohne CD-Wechsel hören zu können. Ausschlaggebend war die längste Aufnahme mit dem Dirigenten Wilhelm Furtwängler, entstanden am 29. Juli 1951 während der Bayreuther Festspiele. Die Aufnahme dauert exakt 74 Minuten und war zuvor auf zwei Langspielplatten erhältlich. (Ursprünglich war der Durchmesser der CD von Philips auf 115 mm festgelegt worden. Ein Kuriosum stellt die Änderung der Brusttaschen aller Sony-Angestellten-Hemden dar, weil die um 5 mm breitere Version nun nicht mehr bei den Vorführern hineinpasste.)[43]
- Auf dem 4. Satz basiert das Rainbow-Instrumental Difficult to Cure vom gleichnamigen Album aus dem Jahr 1981. Die Band um Ritchie Blackmore lässt das Stück mit von einem Lachsack stammenden Gelächter intellektuell ironisiert ausklingen. Dass es sich bei dieser Bearbeitung trotzdem um eine ernstgemeinte Interpretation handelt, bezeugen die vielfachen Live-Darbietungen von allen Bandprojekten Blackmores.
- Der aus Wales stammende Musiker John Cale ließ in seinem Song Damn Life seines Albums Music for a new Society (1982) das Thema permanent in den Titel einwirken. Zynisch wirkt besonders, dass dabei über das verdammte Leben gesungen wird, während die Melodie der Ode an die Freude gespielt wird. Cale arbeitet hier mit verschiedenen Instrumenten nah am Thema und variiert es dennoch.
- Seit 1983 findet jährlich am ersten Sonntag im Dezember in der Symphony Hall von Osaka eine Aufführung der Sinfonie mit dem Titel Suntory 10000-nin no Dai-9 (サントリー10000人の第9, Santorī ichimannin no daiku, engl. Suntory presents Beethoven’s 9th with a Cast of 10000) unter der Leitung von Yutaka Sado (seit 1999, davor Naozumi Yamamoto) statt. Neben professionellen Musikern und Solisten besteht der Chor aus bis zu 10.000 Laiensängern. Diese wird vom Sender MBS ausgestrahlt.[44][45]
- Das Molto vivace ist dem Anfang des 1988 erschienenen Stückes Hier kommt Alex der Punkband Die Toten Hosen vorangestellt. Das Album Ein kleines bißchen Horrorschau der Band enthält diverse Überleitungen aus der 9. Sinfonie.
- Anlässlich des Falls der Berliner Mauer vom 9. November 1989 änderte Leonard Bernstein für die Aufführung in Berlin am 25. Dezember desselben Jahres den Text des vierten Satzes von „Freude schöner Götterfunken“ in „Freiheit schöner Götterfunken“.[46]
- Die Band Tanzwut veröffentlichte 2000 das Lied Götterfunken auf ihrem Album Labyrinth der Sinne, als Musik wird ein Teil des Finales mit Texten aus Goethes Faust verwendet.
- Der postmoderne Philosoph Slavoj Žižek baut in der von Sophie Fiennes stammenden, 2012 veröffentlichten Dokumentation The Pervert’s Guide to Ideology (der Fortsetzung der vorigen gemeinsamen Arbeit The Pervert’s Guide to Cinema) auf der Art der Verwendung der 9. Symphonie in Kubricks Film Uhrwerk Orange (1971) und primär des charakterlich herausstechenden letzten Teils des vierten Satzes, den Žižek als karikaturhafte Verzerrung des Hauptthemas bezeichnet, die These auf, Beethoven habe mit diesem Abschnitt durchblicken lassen wollen, dass er in Wahrheit den humanistischen Verbrüderungsaspekt, der in Schillers Gedicht zum Ausdruck kommt, als sentimental-zersetzendes Pöbeltreiben und falsche Lehre verachtet und tatsächlich Anhänger einer elitären Ordnung gewesen sei.
- Am 22. März 2014, zur Zeit der Annexion der Krim durch Russland, spielten Mitglieder der Odessaer Symphoniker auf dem Fischmarkt von Odessa (Ukraine) im Rahmen eines Flashmobs die Ode an die Freude.
- Eine Kundgebung der Partei AfD in Mainz wurde am 21. November 2015 durch wiederholte Darbietung der Ode an die Freude auf den Treppen und im Foyer des Staatstheaters gestört.[47] Das infolgedessen eingeleitete Verfahren gegen den Intendanten des Staatstheaters wegen Störung einer genehmigten Veranstaltung wurde eingestellt.
- 2017 veröffentlichte Judith Holofernes das Lied Oder an die Freude und Konstantin Wecker Den Parolen keine Chance[48]. Beide nehmen Bezug auf den Chorsatz.
- In dem Horrorfilm Leprechaun Returns von 2018 wird ein blondes Mädchen nachts im Vollmondschein unter einer Bewässerungsanlage von den magischen Kräften eines bösen Kobolds getötet; während dieser Szene erklingt das Molto vivace aus der 9. Sinfonie.

## Erstaufführungen in einigen Metropolen
- Wien: 7. Mai 1824 (Uraufführung)
- London: 21. März 1825[49]
- Frankfurt am Main: 1. April 1825
- Aachen: 23. Mai 1825
- Leipzig: 6. März 1826
- Berlin: 27. November 1826
- Paris: 27. März 1831
- Sankt Petersburg: 7. März 1836
- Bonn: 10. August 1845 (erstes Beethovenfest)
- New York City: 20. Mai 1846
- Boston: 5. Februar 1853[50]
- Budapest: 2. Dezember 1855
- Montreal: 8. April 1897
- Mexiko-Stadt: 6. November 1910
- Rio de Janeiro: 7. Oktober 1918
- Kapstadt: Februar 1923
- Tokio: 29. November 1924
- Shanghai: 14. April 1936
- Bombay (heute Mumbai): 1950
- Peking: 15. Oktober 1959
- Singapur: 8. Dezember 1995